# Vlkov pod Oškobrhem
Vlkov pod Oškobrhem è un comune della Repubblica Ceca facente parte del distretto di Nymburk, in Boemia Centrale.